# Maurice Ashley (Schachspieler)
Maurice Ashley (* 6. März 1966 in Saint Andrew, Jamaika) ist ein US-amerikanischer Schachmeister. Er war 1999 der erste und bis 2025 einzige Afroamerikaner, der einen Großmeistertitel trägt.
Als Ashley 12 Jahre alt war, zog seine Familie von Jamaika nach Brooklyn, wo er bald darauf das Schachspiel erlernte. Er machte rasche Fortschritte und wurde 1986 Nationaler Meister, erhielt dann 1993 von der FIDE den Titel eines Internationalen Meisters verliehen. 
Ashley hatte in dieser Phase bereits begonnen, als Trainer und Schachlehrer ein Auskommen zu finden. Von 1991 bis 1997 war Ashley Schachlehrer im Harlem Educational Activities Fund. Beim Turnier von Manhattan 1999 gelang es ihm, die letzte Norm für den Titel eines Großmeisters zu erfüllen, wonach ihm auch dieser Titel verliehen wurde.
Sein Erfolg fand großen Widerhall in den Massenmedien der USA. Ashley wurden Artikel in den bedeutendsten Magazinen und Zeitungen (The New York Times, USA Today, Time Magazine, Sports Illustrated, Reader’s Digest u. a.) gewidmet, er selbst wurde zu zahlreichen Fernsehsendungen eingeladen.
Zwischen den US-Meisterschaften im Januar 2003 in Seattle und dem Manhattan Open im November 2011 spielte Ashley keine gewertete Partie. 2016 wurde er in die US Chess Hall of Fame aufgenommen. Derzeit ist Ashley überwiegend als Kommentator tätig.

## Publikationen
- Chess for Success: Using an Old Game to Build New Strengths in Children and Teens. Broadway Books, New York NY 2005, ISBN 0-7679-1568-2, (autobiographisches Werk).
- Maurice Ashley Teaches Chess. 2005 (DVD).
- The Most Valuable Skills in Chess. Gambit Publications, London 2009, ISBN 978-1-904600-87-9.
- The Secret to Chess. Chessbase, Hamburg 2010 (DVD).